# Bister (gmina)
Bister – miejscowość i gmina (Politische Gemeinde) w południowej Szwajcarii, w kantonie Valais, w okręgu (Bezirk) Östlich Raron. Leży nad Rodanem.
Gmina została po raz pierwszy wspomniana w dokumentach w 1374 roku jako Bystur. W 1480 roku gmina została wspomniana jako Bistar.

## Demografia
W 2016 Bister była trzecią najmniejszą gminą pod względem ludności w Szwajcarii. 31 grudnia 2021 roku w Bister mieszkały 33 osoby. W 2021 roku 9,1% populacji gminy stanowiły osoby urodzone poza Szwajcarią.
W 2000 roku wszyscy mieszkańcy gminy mówili języku niemieckim.
Zmiany w liczbie ludności są przedstawione na poniższym wykresie: